# Gosprzydowa
Gosprzydowa – wieś w Polsce, położona w województwie małopolskim, w powiecie brzeskim, w gminie Gnojnik.
W latach 1975–1998 miejscowość administracyjnie należała do województwa tarnowskiego.
Gosprzydowa położona jest na Pogórzu Karpackim, w obrębie Pogórza Wiśnickiego. Zajmuje pagórkowatą, lesistą okolicę, w odległości 15 km na południe od Brzeska, przy drodze krajowej nr 75. Prawie przez środek wioski przepływa rzeka Uszwica (prawobrzeżny dopływ Wisły), dzieląc ją na dwie części.

## Integralne części wsi
| SIMC    | Nazwa        | Rodzaj    |
| ------- | ------------ | --------- |
| 0819734 | Fiślerówka   | część wsi |
| 0819740 | Kucek        | część wsi |
| 0819757 | Nagórze      | część wsi |
| 0819763 | Pisarzówka   | część wsi |
| 0819770 | Podkościelna | część wsi |
| 0819786 | Ratoskie     | część wsi |

## Zabytki
Obiekt wpisany do rejestru zabytków nieruchomych województwa małopolskiego.
- Zespół kościoła parafialnego pw. św. Urszuli: kościół z otoczeniem, dzwonnica.

W środku wsi w sąsiedztwie rzeki stoi niewielki barokowy, drewniany kościół pw. św. Urszuli z Towarzyszkami. Wzniesiony w 1697 r., w środku widoczne są pozorne sklepienia kolebkowe, a ściany i stropy zdobi figuralna polichromia z 1889. W ołtarzu głównym znajdują się dwa otoczone kultem obrazy Matki Bożej Gosprzydowskiej, z których jeden powstał w 2. poł. XVI w., drugi ok. 1700. O jednym z nich - cudownym, malowanym na płótnie obrazie Najświętszej Maryi Panny, Stanisław Wolski, akademik krakowski napisał wiersz łaciński, drukowany w 1698 roku. Czytamy w nim, że obraz Najświętszej Panny cudownym sposobem płakał, że rozlicznych cudów tu wierni doznają w niebezpieczeństwach życia, że Matka Najświętsza w Gosprzydowej jest najlepszą lekarką na wszystkie choroby i cierpienia. Przez okolicznych mieszkańców jest czczona pod wymownym, choć dzisiaj zapomnianym tytułem "Pocieszycielki umierających".
 W zwieńczeniu ołtarza widnieje obraz św. Urszuli, osłaniającej płaszczem towarzyszki. Boczne, barokowe ołtarze pochodzą z XVII i XVIII wieku. Na gotyckiej, kamiennej chrzcielnicy z XV w. widnieje herb Starykoń i ornament z odwróconych lilii. Kościół jest otoczony drewnianym ogrodzeniem z daszkiem gontowym. Poza ogrodzeniem w odległości ok. 20 m na północ od kościoła stoi dwukondygnacyjna drewniana dzwonnica, a kilka metrów dalej organistówka - budynek, w którym od 1877 r. mieściła się salka szkolna. Odrębny budynek dla potrzeb szkoły wzniesiono w 1910 roku.

## Historia
Historia wioski sięga pocz. XIII wieku. Założył ją, według legendy, niemiecki rycerz Gotfryd. Najstarsza wzmianka o Gosprzydowej pochodzi z 1215 roku. Wtedy to, jak pisał Jan Długosz w Historii Polski, biskup krakowski Wincenty Kadłubek nadał katedrze krakowskiej dziesięcinę snopową na wsiach "około miasteczka Czchowa położonych, a do stołu biskupiego należących". Wśród tych kilkunastu wiosek znalazła się również Gosprzydowa.
Nazwa Gosprzydowej pochodzi od nazwiska właściciela: Gotfryda de Volya. Wieś wymieniana bywa w nich pod nazwami: Libertas Gotfridi w "Monumenta Poloniae Vaticana" (Acta Camerae Apostolicae) pod 1325, Długosz wymienia ją jako Gothprzydowa lub Wolya Gotfridi, w dokumentach archiwalnych z 1440 figuruje pod nazwą Gotfrydowa.
Przyjmuje się, że w średniowieczu kolejnymi po Gotfrydzie właścicielami Gosprzydowej byli Wielogłowscy herbu Starykoń.
Ostatnią właścicielką posiadłości w Gosprzydowej pochodzącą z rodu Wielogłowskich, była Barbara Wielogłowska, która majątek swój sprzedała Janowi Komarowi w 1798 r., którego rodzina opiekowała się gosprzydowskim kościołem do roku 1876. W okresie późniejszym właściciele wioski zmieniali się co kilka lat. Ostatnim właścicielem wsi był Zygmunt Grabieński Christiani, który w 1912 rozparcelował obszar dworski pomiędzy mieszkańców wioski.

## Galeria

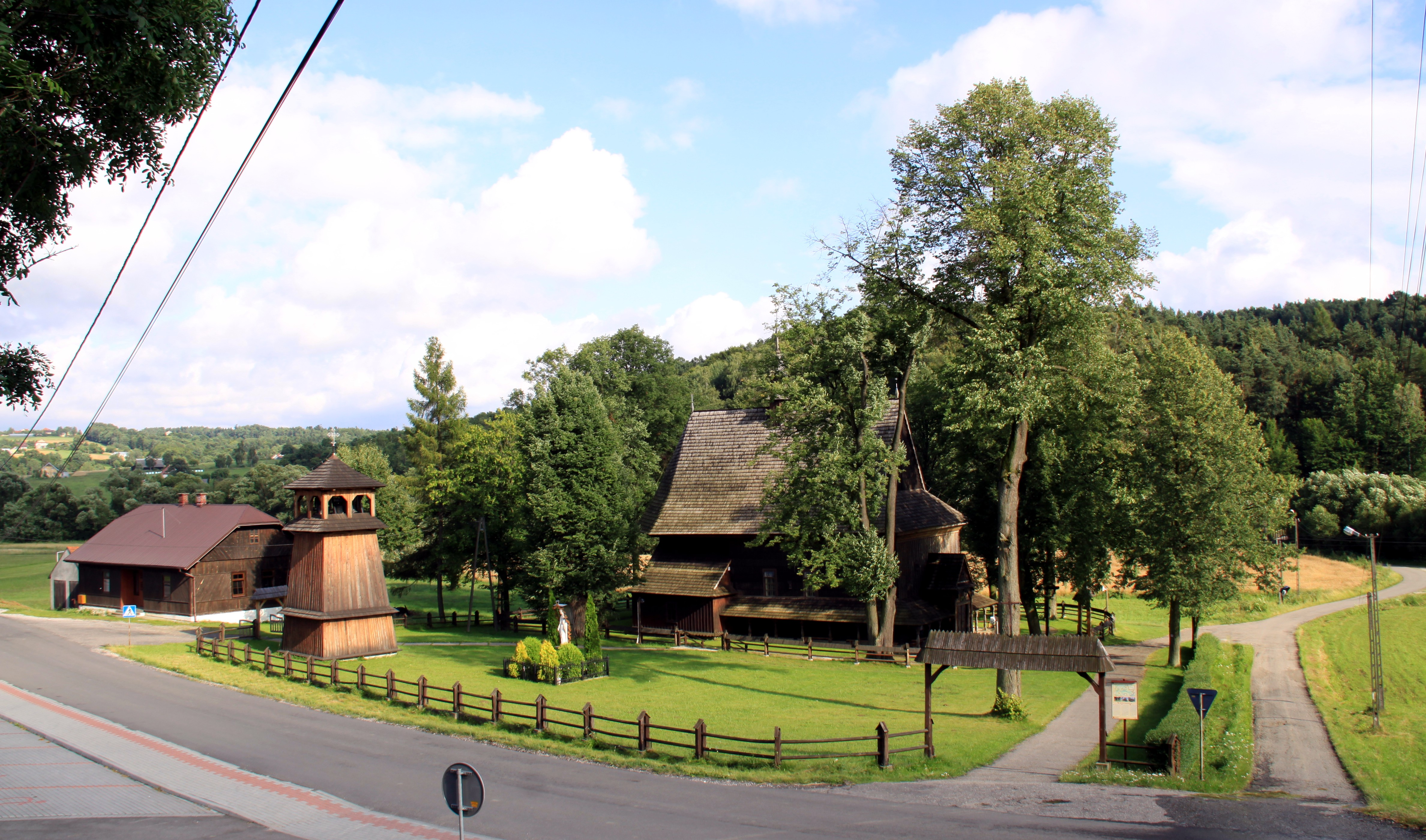
Kościół i dzwonnica
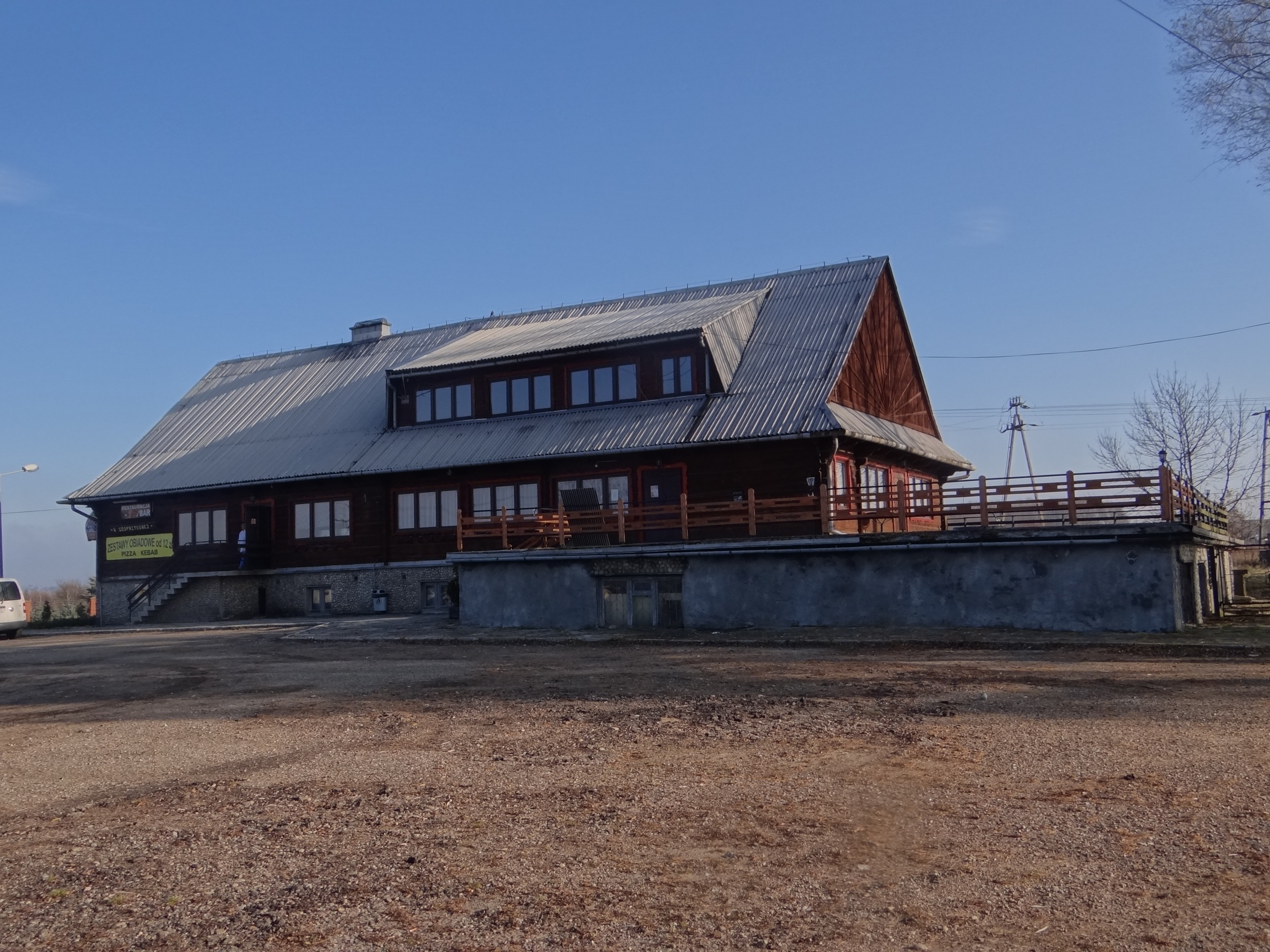
Karczma
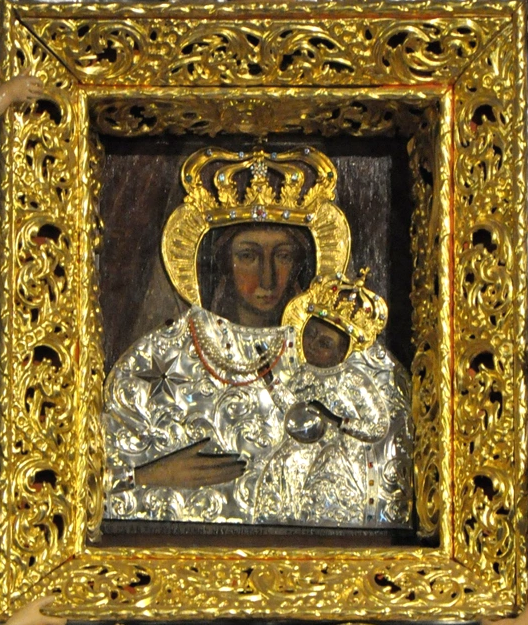
Matka Boża Gosprzydowska